# Kanalisierung (Entwicklung)
Kanalisierung ist die Robustheit des Phänotyps bei Änderungen von genetischen und Umwelt-Faktoren. Ein phänotypisches Merkmal bleibt demnach relativ invariant, auch wenn Individuen genetisch variieren oder wenn sie wechselnden Umwelteinflüssen ausgesetzt sind.

## Begriffsgeschichte
Der Begriff Kanalisierung ist von Conrad Hal Waddington 1942 eingeführt worden. Waddington formuliert, dass die Entwicklung (Ontogenese) auf bestimmte Änderungen durch externe Stimuli oder genetische Mutation derart reagiert, dass der phänotypische Output unverändert erhalten bleibt. Die Entwicklung rejustiert oder kanalisiert die „Störung“. Unabhängig von Waddington kam der russische Evolutionsbiologe Iwan Iwanowitsch Schmalhausen fast zeitgleich zu ähnlichen Gedanken, die jedoch auf Grund politischer Barrieren und der russischen Sprache erst später in der westlichen Welt bekannt wurden. Nach Jahrzehnten relativ geringer Resonanz in der Wissenschaft wurde dem Konzept im Zeitalter der Genomik (seit den 1980er Jahren) erneut größere Aufmerksamkeit zuteil. Kanalisierung wird heute häufig mit verwandten Begriffen (Pufferung, Entwicklungsstabilität, Homöorhese, Toleranz usw.) als „Robustheit“ zusammengefasst.

## Beobachtung: Wildtypen sind robust gegen Variation
Das Konzept der Kanalisierung beruht auf der Beobachtung, dass Wildtypen auf genetische Mutationen weniger störanfällig reagieren als Zuchtlinien. Waddington erklärte sich dies damit, dass die genetische Vielfalt des Wild-Typs größer und damit eine Kanalisierung auf den vorhandenen Phänotyp wahrscheinlicher ist. Eine mögliche Begründung ist, dass der Wildtyp gegenüber dem Mutant oder Zuchttyp vielen Generationen stabilisierender Selektion ausgesetzt ist. Stabilisierende Selektion kann somit die Variabilität genetischer Mutationen bzw. von Umwelteinflüssen in Bezug auf den Phänotyp verringern. Möglicherweise ergibt sich die Stabilität aber auch einfach als Beiprodukt aus dem komplexen Regelwerk der die Entwicklung steuernden genetischen Faktoren. Auch regulatorische RNA-Sequenzen wurden als Erklärungsmöglichkeit ins Spiel gebracht. Die genauen Gründe für das Phänomen sind somit in der Wissenschaft noch nicht eindeutig geklärt. Es ist durchaus wahrscheinlich, dass in unterschiedlichen Fällen verschiedene Erklärungen richtig sind.

## Beispiel Hsp90 Chaperon
Ein in der jüngeren Literatur beschriebenes Beispiel für Kanalisierung ist das Chaperon Hsp90. Als Chaperon bezeichnet man ein Protein, das anderen, neu synthetisierten Proteinen zu einer optimalen Faltung verhilft. In dieser Funktion hat das Hsp90 grundlegende Bedeutung in der Entwicklung. Hsp90 hat seinen Namen von der Bezeichnung heat shock protein (Hitzeschockproteine). Der Name deutet neben der Chaperon-Funktion auf eine weitere Funktion hin: Unter Stress, und zwar nicht nur bei Hitze, wird Hsp90 verstärkt produziert und sorgt dann dafür, dass gehäufte genetische Mutationen nicht auch zu phänotypischer Variation führen; es puffert sie ab. Damit wirkt Hsp90 als ein Kanalisierungsfaktor. Wird im umgekehrten Fall Hsp90 künstlich reduziert, kommen maskierte genetische Mutationen zum Vorschein. Die Wirkung von Hsp90 könne man sich also analog der Wirkung eines Kondensators (engl.: capacitor) in einem Stromkreis vorstellen: genetische und ökologische Variation wird normalerweise unterdrückt, nur bei hohem Stress fällt diese Dämpfung aus, damit wird die Variation sichtbar und steht für selektive Anpassungen zur Verfügung.

## Genetische Assimilation
In einer Serie von klassischen Experimenten an der Taufliege Drosophila versuchte Waddington zu zeigen, dass die Aufhebung der normalen Kanalisierung zu einer genetischen Fixierung von Merkmalen führen kann, die zunächst als Reaktion auf Umweltfaktoren ausgeprägt waren. Dies bedeutet in der Konsequenz eine scheinbar „lamarckistische“ Vererbung erworbener Merkmale (die Waddington aber im Rahmen der synthetischen Evolutionstheorie erklären konnte). Der gesamte Vorgang wurde von ihm „genetische Assimilation“ genannt.
Waddington beobachtete zunächst, dass, wenn Fliegenpuppen von Drosophila einem Hitzeschock ausgesetzt worden waren, manchmal eine bestimmte Querader im Flügelgeäder fehlt, die normalerweise vorhanden ist. Der Ausfall dieser Ader war vorher bereits als Effekt verschiedener Mutationen beobachtet worden. Der Stress des Hitzeschocks kann also ähnliche Effekte hervorbringen wie eine Mutation (ähnliche Effekte waren anderen Biologen wie Goldschmidt oder Landauer bereits an anderen Arten aufgefallen und war von ihnen „Phänokopie“ benannt worden). Waddington teilte nun seine Fliegenpopulation in zwei Hälften und selektierte die eine Hälfte auf den Ausfall der Ader, die andere auf Beibehaltung der Ader auch im Falle des Hitzeschocks (d. h. ein klassisches Züchtungsexperiment). Nach 12 Generationen war in der auf den Ausfall der Ader selektierten Linie der Anteil der Individuen ohne diese deutlich gestiegen. Außerdem war nun auch bei einem Teil der Individuen diese Ader nicht vorhanden, auch wenn sie überhaupt keinem Hitzeschock ausgesetzt worden war. Dies bedeutet, eine Variation in Reaktion auf einen Umweltstimulus (den Hitzeschock) trat nun auch ohne diesen Stimulus auf. Nach Waddingtons Erklärung ist für den Effekt keine Vererbung eines erworbenen Merkmals erforderlich, auch wenn dies zunächst so aussehen mag. Vielmehr ist die Variabilität, die den abgeänderten Phänotyp hervorbringen kann, in der Ausgangspopulation bereits vorhanden, wird aber aufgrund der Kanalisierung nicht ausgeprägt. Durch die Selektion auf diejenigen Phänotypen, die am stärksten auf den Stimulus ansprechen, werden Individuen mit Allelen ausgelesen, die einen tendenziell niedrigeren Schwellenwert für die Auslösung der Veränderung besitzen. Verstärkt die (in diesem Falle: künstliche) Selektion diese Auswahl über viele Generationen, werden Allele, die den Effekt bereits bei geringem Stimulus ausprägen, im Genpool immer häufiger. Dadurch können schließlich Varianten angereichert sein, die auch ohne jeden Stimulus das Merkmal ausprägen, d. h., dass vorhandene redundante, interne, genetisch/epigenetischen Mechanismen überschrieben und das System so genetisch fixiert wird. Später sagte Waddington dazu: Die Entwicklungsänderung, die durch den Stressor angestoßen wurde, kann genetisch assimiliert werden (genetische Assimilation). Das System „funktioniert“ dann ohne externen Anstoß. Es ist auf den gleichen Phänotyp gerichtet. Dafür sorgen, wie zu Beginn der Variation auch, Genkombinationen und Expressionsmuster, die ähnliche Variation bewirken können und die im Organismus stets vielfältig vorhanden sind.
Eine Veränderung tritt in der Entwicklung also zum Beispiel bei der Überschreitung von Schwellenwerten ein: Solange ein Schwellenwert nicht überschritten ist, verläuft die Entwicklung kanalisiert, wird er überschritten, verlässt die Entwicklung den kanalisierten Pfad und vollzieht einen neuen Pfad, der nunmehr wiederum neu kanalisiert werden kann. Schwellenwerte kennt man bei der Entwicklung der Gliedmaßen, bei denen ein Morphogen (Verlaufsgradient) wie etwa SHH oder auch mehrere unterschiedlich lange und/oder unterschiedlich intensiv auf Zellen in ihrem Umfeld wirken und somit an der Identifikation bestimmter Finger beteiligt sind, je nachdem wie lange oder wie stark das Morphogen wirkt.

### Genetische Variabilität ist maskiert
Als eine unmittelbare Folge von Kanalisierung kann man sehen, dass kumulierte genetische Variabilität entsteht, die im Phänotyp nicht zum Vorschein kommt. Solche versteckte, maskierte oder phänotypisch kryptische genetische Variabilität bzw. versteckte Entwicklungspfade kommen erst bei einer Dekanalisierung (Demaskierung) beim Verlassen des Kanalisierungspfads zum Vorschein. Maskierte kumulierte Mutationen entstehen, weil die Selektion die einzelnen Mutationen nicht beseitigen kann. Selektion kann immer nur das angreifen, was phänotypisch zum Vorschein kommt.

## Pufferung des Genotyps
Die vielfältigen im Organismus präsenten Genkombinationen und epigenetischen Entwicklungspfade, die zu einem gleichen oder sehr ähnlichen phänotypischen Ergebnis führen, werden als Pufferung des Genotyps bezeichnet. Die Pufferung ist immer eine relative Größe (Verhältnis der Variabilität im Genom zur Variation der Phänotypen) und ist deshalb eine Eigenschaft der Population, nicht des Individuums. Ein gepuffertes Merkmal, d. h. ein genetisch variierendes Merkmal ohne Auswirkung auf den Phänotyp, wird als neutral, eine entsprechend wirkende Mutation als neutrale Mutation bezeichnet. Ebenso wie bei der Variabilität der Phänotypen selbst kann die Pufferung auf der genetischen Ebene oder der Ebene der Umweltfaktoren ansetzen. Bei der Umwelt wird zwischen der „Makro-Umwelt“, das sind die von außen auf den Organismus einwirkenden, eigentlichen Umweltfaktoren, und der „Mikro-Umwelt“, das sind die vielfältigen Einflüsse anderer Teile des Organismus selbst auf ein Merkmal an einer bestimmten Stelle, unterschieden. Diese Mikro-Umweltfaktoren sind insbesondere die Einwirkungen von organisierenden Faktoren wie Transkriptionsfaktoren oder Hormonen bei der Entwicklung eines Embryos, Mikro-Umweltfaktoren und Entwicklungsfaktoren sind also mehr oder weniger synonym. Der Einfluss dieser Entwicklungsfaktoren auf die Ausprägung des Phänotyps ist die Kanalisierung im Sinne Waddingtons. Die anderen, zur Robustheit des Phänotyps beitragenden Faktoren sind mehr oder weniger unabhängig davon. So wird in der neueren Literatur in beiderlei Hinsicht von Kanalisierung gesprochen, und zwar von genetischer Kanalisierung, von Umweltkanalisierung und (im Sinne Waddingtons) von Entwicklungskanalisierung.

## Molekulare Mechanismen
Waddington hat selbst keine Mechanismen beschrieben, die zu Kanalisierung führen. Heute kennt man solche. So wirkt etwa Modularität fördernd für Kanalisierung. Module können definiert werden als hochintegrierte Einheiten, die unabhängig sind von anderen Einheiten. Module können auf unterschiedlichen Ebenen der Entwicklung gesehen werden: Kopierte Gene sind Module, Zellstrukturen und Zellen selbst, aber auch Finger sind Beispiele für Entwicklungsmodule auf verschiedenen phänotypischen Ebenen. Ihren hohen Integrationsgrad erhalten Module höherer Ordnung vornehmlich durch komplexe Gennetzwerke, die primär polygenetischer Natur sind (viele Gene an einem Merkmal beteiligt) als pleiotropischer Natur sind (ein Gen an vielen Merkmalen beteiligt). Genetische Änderungen in einem bestimmten Modul bleiben dann in der Regel ohne Auswirkung auf die Funktionsweise anderer Module. Das aber ist kompatibel mit der genannten Pufferung bzw. Kanalisierung.
Schwellenwerteffekte sind ein wichtiger Untersuchungsgegenstand von Evo-Devo. Schwellenwerte können mit Hilfe von Morphogenen ausgebildet werden, das sind Verlaufsgradienten (Proteine), die einerseits je nach Entfernung von ihrem Ursprungsort unterschiedlich intensiv, anderseits auch unterschiedlich lange wirken können. Solche Wirkungsformen können entsprechend unterschiedliche Reaktionen von Zellen bzw. des zu entwickelnden Gewebes verursachen. So ist die Bildung der Extremitäten (Finger) bei Wirbeltieren von der Wirkungsweise von Morphogenen abhängig. Solange Schwellenwerte nicht überschritten werden, kommt es nicht zu Variation. Die Entwicklung ist kanalisiert. Werden Schwellenwerte jedoch über- oder unterschritten, bedeutet das Dekanalisierung oder Verlassen des Entwicklungspfads. Günter P. Wagner hierzu: „Organismen halten ihre funktionale Organisation gegen Angriffe genetischer Mutationen aufrecht, indem sie den Phänotyp mit einer physiologischen Sicherheitsgrenze ausstatten, die viele kleine Effekte unerheblich macht. Aber die Effekte, die sichtbar werden, sobald der Organismus seine Sicherheitsgrenze in einem Entwicklungsprozess verliert, sind nicht unbedingt dieselbe Art Mutationen wie jene, mit denen es die natürliche Selektion zu tun hat, wenn sie Adaptationen erzeugt“.

## Empirische Nachweise und Messmethoden
1953 lieferte Waddington empirische Belege für seine Thesen in dem Aufsatz „Genetic Assimilation of an Acquired Character“ und zeigte dort, wie die Adern in Fliegenflügeln verschwinden, angestoßen durch über mehrere Generationen wiederholte kurze Hitzeschocks der Fliegeneier, und wie die Adern schließlich bei einigen Tieren auch ganz ohne die Hitzeschocks wegbleiben. In der Entwicklung der Fliegen wird die Veränderung kanalisiert und später genetisch assimiliert. Ein ähnliches Experiment wird erstmals 50 Jahre später von Fred Nijhout, USA, an Tabakschwärmern wiederholt. Auch die sehr kurzfristige Evolution der Schnabelformen von Darwinfinken, wie sie von Peter und Rosemary Grant beschrieben wurde, wird mit Entwicklungsänderungen in Verbindung gebracht, speziell mit Änderungen des Proteins Hsp90 (s. dazu auch Evo-Devo). Ebenso belegt der Jahrzehnte dauernde Versuch des russischen Genetikers Dmitry Belyaev, Silberfüchse zu zähmen, vielfältige Entwicklungsänderungen, die heute als Kanalisierungen im Sinn Waddingtons interpretiert werden (s. dazu Evo-Devo).
Kryptische genetische Variation kann etwa durch P-element-Insertion oder durch Kumulation genetischer Mutation provoziert werden. Umweltstress zum Nachweis von Kanalisierung kann wie oben beschrieben durch Hitzeschocks, aber auch durch chemische Stressoren erreicht werden. Man vergleicht dann verschiedene Phänotyplinien ohne bzw. mit Stressorbelastung.

## Offene Fragen und Kritik
Schwierigkeiten zeigen sich darin, Kanalisierung als adaptiv evolvierte Eigenschaft nachzuweisen, also zu belegen, dass Kanalisierung durch natürliche Selektion entsteht, bzw. zu belegen, dass Arten ohne Kanalisierung weniger angepasst wären. Möglicherweise ist Kanalisierung eine intrinsische Eigenschaft von Gennetzwerken oder Entwicklungspfaden. Hierzu muss die zukünftige Forschung umfangreiches, solides empirisches Material liefern. Auch zur Messung von Kanalisierung sind weitere Methoden erforderlich.